# Rauvolfia vietnamensis
Rauvolfia vietnamensis är en oleanderväxtart som beskrevs av T.D. Ly. Rauvolfia vietnamensis ingår i släktet Rauvolfia och familjen oleanderväxter. Inga underarter finns listade i Catalogue of Life.